# Peter 1. af Aragonien
Peter 1. (aragonsk: Pero I; spansk: Pedro I) (ca. 1068 – 28. december 1104) var konge af Aragonien og Pamplona fra 1094 til 1104.
Peter var søn af kong Sancho Ramírez, fra hvem han arvede tronerne i Aragonien og Pamplona. Den 19. november 1096 vandt han Slaget ved Alcoraz som en del af Reconquista. Det åbnede vejen til Huesca, som Peter gjorde til Aragoniens nye hovedstad. Han blev efterfulgt som konge af sin lillebror, Alfons 1.